# Capnophile

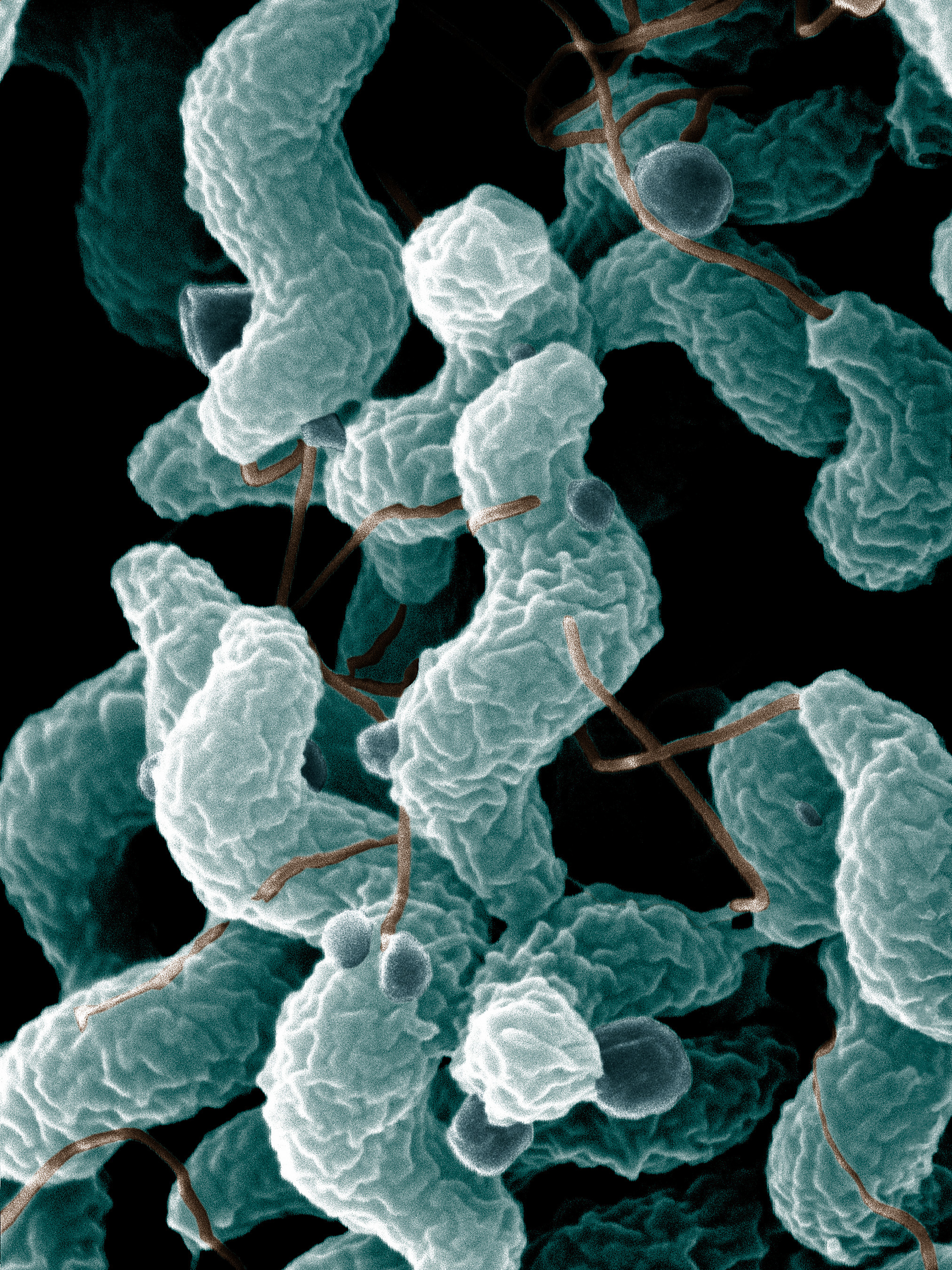
Campylobacter, un type de Capnophile.

Les capnophiles sont des micro-organismes qui se développent en présence de fortes concentrations de dioxyde de carbone (CO2).
Certains capnophiles peuvent avoir un besoin métabolique en dioxyde de carbone, tandis que d'autres se développent simplement mieux dans ces conditions. Le terme est un terme descriptif général mais a moins de pertinence pour établir une relation taxonomique ou évolutive entre les organismes présentant cette caractéristique.
Par exemple, la capacité des capnophiles à tolérer (ou à utiliser) la quantité d'oxygène qui se trouve également dans leur environnement peut varier considérablement et peut être beaucoup plus critique pour leur survie. Les espèces de Campylobacter sont des capnophiles bactériens qui sont plus facilement identifiés car ce sont aussi des microaérophiles, des organismes qui peuvent se développer tant qu'une petite quantité d'oxygène libre est présente, à une concentration considérablement réduite. (Dans l'atmosphère terrestre, les niveaux de dioxyde de carbone sont environ cinq cents fois inférieurs à ceux de l'oxygène, respectivement 0,04 % et 21 % du total.)
En 2004, une bactérie capnophile qui semble avoir besoin de dioxyde de carbone a été identifiée. Cet organisme, Mannheimia succiniciproducens, a un métabolisme unique impliquant la fixation du carbone. Bien que la fixation du carbone soit commune à la plupart des végétaux terrestres (importante pour la biosynthèse de composés carbonés lors de la photosynthèse), elle est beaucoup plus rare chez les micro-organismes et ne se trouve pas chez les animaux. M. succiniciproducens peut attacher du dioxyde de carbone au squelette à trois carbones du phosphoénolpyruvate, un produit final de la glycolyse, pour générer le composé à quatre carbones, l'acide oxaloacétique, un intermédiaire du cycle de Krebs. Bien que M. succiniciproducens possède la plupart des intermédiaires du cycle de Krebs, elle semble incapable de respiration aérobie, utilisant à la place le fumarate comme accepteur final d'électrons.

## Pathogènes
Il existe actuellement au moins deux groupes de micro-organismes capnophiles relativement bien connus qui comprennent des agents pathogènes humains. Les espèces de Campylobacter peuvent provoquer des troubles intestinaux. D'autres agents pathogènes capnophiles sont présents parmi les Aggregatibacter spp. trouvées dans la bouche (par exemple Aggregatibacter actinomycetemcomitans). Ceux-ci sont une cause de parodontite juvénile agressive.
Cependant, les capnophiles font aussi partie de la flore normale chez certains ruminants. M. succiniciproducens, en particulier, a été isolé à partir d'un rumen bovin. Sa biochimie inhabituelle et ses caractéristiques bénignes ont suscité un intérêt commercial.